# Bondeseglationen

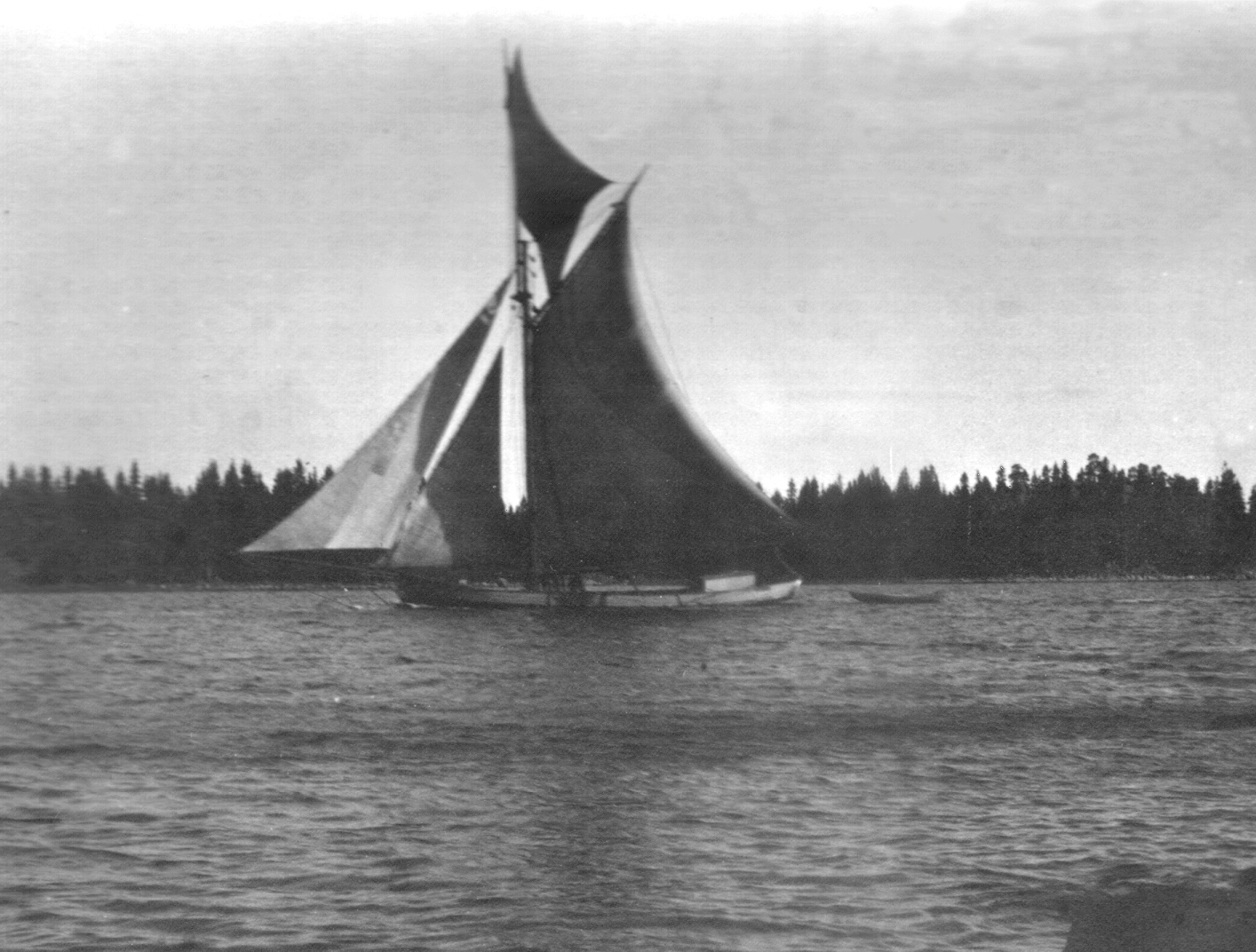
En av de allra vanligaste fartygstyperna i bondeseglationen under sent 1800-tal: jakten.

Bondeseglationen, eller allmogeseglation har i Norden som begrepp omfattat allting från fiskarna som i öppna båtar förde sin fångst till närmaste stad, till rena segelfartyg som flera storbönder slog sig ihop om och befraktade i Europafart från länderna kring Östersjön.

## Historia
I alla tider har allmogen längs kusten sjöledes fört sina varor till marknaderna i närmaste städer. De mer företagsamma ibland längre bort, till större städer för att få ett bättre pris, möjligen även till grannländerna i närheten av gränser. Varorna var främst vad de själva producerade och som hade efterfrågan i städerna. Främst ved, fisk, rotfrukter och i någon mån grönsaker och charkuterier, som rökta skinkor och lammstekar. I mindre grad förädlade produkter, som tjära och lädervaror, samt tröjor och vantar i ylle.
Redan under vikingatiden företog driftiga storbönder handelsfärder med knarr till hamnar söder och öster om Östersjön med till exempel skinnvaror som de bytte till vapen, salt och bland annat bärnsten. Man talade naturligtvis inte då ännu om bondeseglation, men fenomenet är detsamma. I Magnus Erikssons stadslag omkring 1350 begränsades rättigheten för fria bönder att idka fraktfart på egen köl till enbart husbehovsseglation, hänvisande dels till säkerheter för inblandat kapital, dels till sjösäkerhet med hänvisning till alltför ynkliga skrov. I praktiken gällde det ändå att de större städernas borgare ville skydda sig mot besvärande konkurrens. 1614 utfärdades i Sverige en förordning, en handelsordinantie som förbjöd alla orter norrom Gävle på västra och Åbo på östra sidan om Bottniska viken att idka vare sig utgående eller mottagande fartygstrafik från hamnar söderom de nämnda, allra minst från utlandet. 

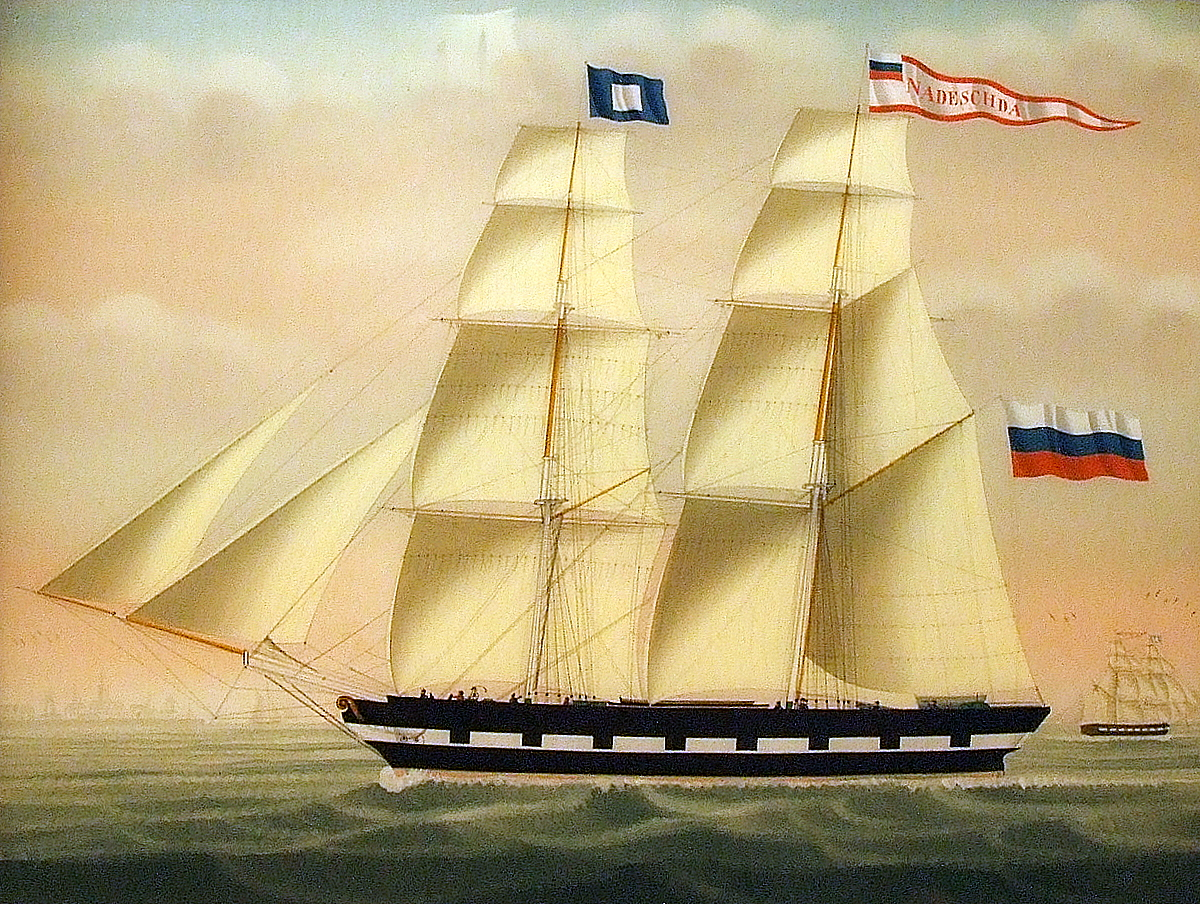
En vanlig typ av fartyg under bondeseglationens höjdpunkt: briggen Nadeschda av Brahestad, byggd 1841.

1641 lättade man något på bestämmelserna, och Gävle samt fem städer i Egentliga Finland, sannolikt Åbo, Raumo, Nystad, Björneborg och möjligen Nådendal eller Ulvsby, fick rättigheter att i någon mån idka utrikestrafik, Gävle under förutsättning att mellanlandning gjordes i Stockholm, och städerna på östra sidan bara med Livland och Tyskland. Uppföljningen av reglerna torde inte ha varit alldeles strikt, och i början av 1600-talet lär Gustav II Adolf tidvis ha lättat på bondeseglarnas restriktioner, därmed också något ruckande på indelningen stapelstad-uppland. Framåt 1700-talet började en alltmer pockande opinion längs Bottenhavskusterna göra sig gällande; riksdagen 1741 lättade på förbudet såtillvida att trävirke på utgående och spannmål på returen fick transporteras, och efter idogt påverksansarbete hävdes mer eller mindre alla begränsningar 1765.

## Blomstringstiden
Under hela 1800-talet utvecklades småtonnagesjöfarten till en dominerande näring i de flesta hamnar i Norrland och Österbotten och även i Blekinge, Skåne och Bohuslän och på Gotland. Flera små orter växte fram tack vare handel och det växande tonnaget. Bland dessa kan nämnas Brantevik, som lär har haft Sveriges största segelfartygsflotta från 1870 till 1900. Finska viken såg ett uppsving i sjöfarten, likaså seglationen på Vänern, och bönderna fick möjlighet att frakta sina produkter dit de fick bäst pris. Detta syntes till exempel i handeln mellan Finland och Estland, där konjunkturerna tidvis var fördelaktiga söder om viken och ibland norrut. Bondeskepparna åtog sig i det här skedet ofta också rena fraktuppdrag. Genom ett kejserligt dekret 1846 fick Ålands bönder tillgång till byggnadsmaterial för fartyg, och grunden till de åländska rederierna tog sin början. Gränsen mellan bondeseglation och rederinäring blev i det här skedet alltmer flytande. Skutor byggdes i snart sagt varje by, och bönderna slog sig ofta ihop till partrederier, som kunde trafikera ända ner till Nordsjön och Atlantkusten. 
Vid inträdet av 1900-talet började konkurrensen framtvinga mer kapitalkrävande fartyg, och bönderna trängdes ut i nischen med ved och grus. Ved behövdes fram till och med andra världskriget, och de så kallade sandskutorna med skepparen/ägaren till rors, sonen som gast och frun i kabyssen trafikerade mellan kustens moränåsar och de större städerna ännu framåt 1970-80-talet. Ännu idag finns det några småbrukare som drygar ut inkomsten med att i något litet fartyg skeppa grus och kalksten mellan Baltikum och svenska och finska hamnar.[källa behövs]

## Fotnoter
1. ↑  Ur Stockholms Stads Historia, från stadens anläggning till närwarande tid: “Sjöstädernas friare sjöfart, till alla inrikes och äfwen i Östersjön belägna utrikes hamnar (af hwilka en del långt före Stockholms grundläggning warit priviligierade på en oinskränkt handel), blef då bifallen och tillåten, i så måtto, att ej allenast samtliga rikets uppstäder, så wäl de wid Öster- och Westersjön, som Mälaren och Hjelmaren belägna, erhöllo en fri inrikes sjöfart och upplag, att till hwad ort, som under Sweriges krona lydde, få afföra sina saluwaror och åter derifrån obehindradt föra sina behof; utan ock, att Finska städerna Björneborg, Nystad, Raumo, Nådendal, Ekenäs och Borgo måtte, jemte friheten att segla med träkäril och hwarjehanda träwirke samt hwarje orts producter, utom huggen wed, till alla inom Östersjön och Finska wiken belägna utrikes hamnar, äfwen ega rättighet, att, till landets eget behof, åter derifrån obehindradt hemta spannmål, lin, hampa samt hamp- och linfrö, såsom ortens oundgängligaste waror; och kan härom widare underrättelse hemtas af Kongl. Br. d. 3 Dec. 1765, samt de under samma års riksdag tryckta handlingar, rörande detta mål.”